# Renato (песня)
«Renato» — песня, записанная итальянской певицей Миной в 1962 году. Представляет собой итальянскую версию испанской песни «Renata» Альберто Кортеса 1961 года. Адаптированный текст написал Альберто Теста. Песня была выпущена в качестве сингла в апреле 1962 года, в итоге заняв четвёртое место в итальянском чарте и став одним из главных хитов лета. Продажи сингла превысили 190 тысяч копий.
На сторону «Б» была помещена песня «Eclisse twist», написанная Микеланджело Антониони и Джованни Фуско для фильма «Затмение». Песню «Renato» Мина исполняет в фильме «Свидание в Ривьере».

## Критический приём
Музыкальный критик Фернандо Фратарканджели в сопроводительной статье к переизданию одноимённого альбома отметил, что именно «Renato» стала флагманской песней пластинки, отчасти из-за того, что в тексте прослеживается переломный момент в роли женщины: она провоцирует, соблазняет, шутит и даже ругает мужчину.

## Варианты издания
7"-сингл
A. «Renato» — 2:10
B. «Eclisse twist» (Микеланджело Антониони, Джованни Фуско) — 2:50

## Чарты
| Чарт (1962)              | Высшая позиция |
| ------------------------ | -------------- |
| Италия (Musica e dischi) | 4              |